# Špela
Špela je  žensko osebno ime.

## Izvor imena
Ime Špela je skrajšana oblika imena Elizabeta.

## Različice imena
Špelca
Peli
Špeli

## Pogostost imena
Po podatkih Statističnega urada Republike Slovenije je bilo na dan 31. decembra 2007 v Sloveniji število ženskih oseb z imenom Špela: 6.486. Med vsemi ženskimi imeni pa je ime Špela po pogostosti uporabe uvrščeno na 38. mesto.

## Osebni praznik
V koledarju je ime Špela uvrščeno k imenu Elizabeta, god praznuje 5. ali pa 17. novembra.